# Achille Ricourt
Achille Ricourt, né en 1797 à Lille et mort à Paris le 7 février 1875, est un acteur français et un directeur de théâtre et d'opéra.

## Biographie
Achille Ricourt est le fondateur en 1831 de la revue hebdomadaire L'Artiste, puis, après 1837, éditeur de lithographie, notamment de celle d'Honoré Daumier.
Il épouse Jeanne Clémence Joséphine Brame (1822-1894), la fille de son associé dans la revue, le négociant lillois Jean-Baptiste-Joseph Aimé Brame, par ailleurs, père de Hector Brame (1831-1899), futur marchand d'art.
Devenu professeur d'art dramatique et de déclamation, il fonde en 1851 de l'École lyrique au 16 rue de la Tour-Auvergne, découvrant ainsi les talents de Rachel, Ponsard, Pierre Dupont ou Mademoiselle Agar.
Grand ami de Jules Janin et amateur d'art, il préserve sa collection de tableaux malgré l'indigence dans sa fin de vie.
Il meurt à son domicile de la rue de-La-Tour-d'Auvergne à l'âge de 78 ans.